# Gefahr in Havanna
Gefahr in Havanna (Originaltitel: Pier 5, Havana) ist eine US-amerikanische Filmproduktion von 1959 im Verleih „Robert E. Kent Productions“ und neben Errol Flynns Cuban Rebel Girls (1959) ein seltenes Beispiel eines amerikanischen Spielfilms, der nach der Kubanischen Revolution auf Kuba gedreht wurde.

## Handlung
Steve Daggett reist kurz nach der Revolution nach Kuba, um dort nach seinem vermissten Freund Hank Miller zu suchen. Daggett findet heraus, dass Miller von dem Konterrevolutionär Fernando entführt wurde, damit dieser ihre Flugzeuge in Bomber umbauen kann. Daggetts frühere Freundin Monica agiert inzwischen als Frau Hank Miller.

## Kritiken
„In der düsteren Atmosphäre undurchsichtiger, bedrohlicher Ereignisse entwickelt sich ein Abenteuerfilm nach konventionellen Spannungsmustern; die politische Folie wird allzu grobmaschig als Rahmen eingesetzt.“

## Überlieferung
Unklar ist, ob der Film seinerzeit in der Bundesrepublik Deutschland aufgeführt wurde. Er wurde am 16. Juli 1987 im Rahmen einer Edward. L. Cahn-Retrospektive auf West III ausgestrahlt.